# Theodoxus
Theodoxus（“テオドクサス”属）はアマオブネガイ科に属する巻貝の属で、ヨーロッパから西アジアにかけての河川に生息する。主な種として“カワヒメカノコ” Theodoxus fluviatilisが知られている。

## 外観
殻高約1 cm以下の半卵形の貝殻をもつ。色模様は変化に富む。貝殻内部の螺柱や内壁は溶解され広い部屋となる。蓋は特徴的で、内面螺軸側の下部に半円形の蝶番が出るが、種によっては蝶番上に外側下向きに骨状突起が出る。軟体部は左側に1つの鰓をもつ。

## 生態
淡水の流水中に棲み、石の上の痂状になった藻類を食べる。雌雄が交尾し、産卵はカプセルが石の上や他の貝殻上に産みつけられる。カプセル内に数十個の卵があるが、孵化して幼体となるのは1個のみで、他は餌とされる。

## 分布
ヨーロッパから西アジアにかけての温帯域の淡水および一部は汽水にも生息。

## 種類
現生の主な種を下に示した。その他多くの化石種がヨーロッパでみつかっている。
- Theodoxus altenai Schütt, 1965 トルコ アンタルヤ県Kırkgöz湖[6]
- Theodoxus anatolicus (Récluz, 1841) トルコ デニズリ県[7]
- Theodoxus baeticus (Lamarck, 1822) 地中海沿岸諸国[8]
- Theodoxus danubialis (Pfeiffer, 1828) ドナウ川
- Theodoxus euxinus (Clessin, 1886) ドナウ・デルタ
- Theodoxus fluviatilis (Linnaeus, 1758) “カワヒメカノコ”。スペイン カタルーニャ州エブロ川[9]、モロッコ、ドナウ川、トルコ、ウクライナ[10]
- Theodoxus gloeri Odabaşı & Arslan, 2015 トルコ サカリヤ川
- Theodoxus guadianensis (Lamarck, 1822) アンダルシア州、グアディアナ川 [11]
- Theodoxus gurgur Sands & & Glöer, 2020 トルコ イズミル [12]
- Theodoxus jordani (G. B. Sowerby I, 1836) イスラエル ヨルダン川、イラン、トルコ、キプロス [13]
- Theodoxus macri G.B. Sowerby II, 1849 トルコ アンタキヤなど[14]
- Theodoxus major Issel, 1865 カザフスタン、イラン、ウクライナ[15]
- Theodoxus meridionalis (Philippi, 1836) スペインカタルーニャ州[9]、 シチリア、チュニジア[11]
- Theodoxus pallidus (Dunker, 1861) イラン[16]
- Theodoxus prevostianus (Pfeiffer, 1828) 温帯東ヨーロッパ諸国
- Theodoxus saulcyi (Bourguignat, 1852) ギリシャ
- Theodoxus syriacus (Bourguignat, 1852) トルコ マルディン県など[17]
- Theodoxus transversalis (Pfeiffer, 1828) 温帯東ヨーロッパ諸国
- Theodoxus valentinus (Graells, 1846) バレンシア県 Verd川[18]
- Theodoxus velox V. Anistratenko in O. Anistratenko et al., 1999 ウクライナ ドニエプル川など[19]
- Theodoxus wasselinghi Sands & & Glöer, 2020 トルコ エスキシェヒル県[20]

過去に太平洋沿岸に生息する種がTheodoxus属として紹介されていたが、別の属に分類されるようになった。
| 和名           | 旧名の例                                | WoRMS学名 (2019)                      |
| -------------- | --------------------------------------- | ------------------------------------- |
| ハリカノコ     | Theodoxus (Clithon) coronatus           | Clithon coronatum Leach, 1815         |
| ベニツケカノコ | Theodoxus (Vittoclithon) luteofasciatus | Vitta luteofasciata (K. Miller, 1879) |
| ヒメカノコ     | Theodoxus (Vittoclithon) oualaniense    | Clithon oualaniense (Lesson, 1831)    |

## 系統発生
アマオブネガイ科 “テオドクサス”属関連の系統分岐図の一部を一例として示す。
アマオブネガイ科の中で最も古い時期にアマオブネガイ属から分岐したのが“テオドクサス”属で、中新世に地中海から分離したパラテチス海の淡水化と関係があると考えられている。
| Theodoxus fluviatilisの歯舌 |
| Theodoxus fluviatilisの歯舌 |